# Benjamin Stone (Schauspieler)
Benjamin Stone (* 3. April 1987 in Kingston, England) ist ein britischer Schauspieler.

## Karriere
Stone wurde am 3. April 1987 in Kingston geboren. Seine Schauspielkarriere begann er in einer Folge der Kriminalserie Randall & Hopkirk – Detektei mit Geist. In den USA wurde er bekannt durch die Rolle des William Blankenship, genannt „Blank“, in der ABC-Family-Serie 10 Dinge, die ich an dir hasse. Ein Jahr später bekam er eine Hauptrolle als Alek Petrov in der ebenfalls ABC Family-Serie The Nine Lives of Chloe King.
In vier Harry-Potter-Computerspielen spricht er die Rolle des Ben Johnstone.

## Filmografie
- 2000: Randall & Hopkirk – Detektei mit Geist (Gastauftritt, 1 Folge)
- 2010: 10 Dinge, die ich an dir hasse (Nebenrolle, 3 Folgen)
- 2011: The Nine Lives of Chloe King (Hauptrolle, 10 Folgen)